# دهستان دولت‌آباد (جیرفت)
دهستان دولت‌آباد نام دهستانی در بخش مرکزی شهرستان جیرفت، استان کرمان در ایران است. براساس سرشماری مرکز آمار ایران در سال ۱۳۸۵، جمعیت آن ۱۴۷۳۱ نفر (۳۱۶۳ خانوار) بوده‌است.